# Ганза (тип судов)
«Ганза» (нем. Hansa) — тип грузовых судов, строившихся Германией по программе мобилизационного строительства торговых судов с 1942 по 1945 год.

## Предпосылки
На первых порах Второй мировой войны германский торговый флот понёс умеренные потери, включавшие в себя в первую очередь суда, захваченные или потопленные противником при попытке прорыва блокады. На конец 1939 года немецкий торговый флот недосчитался 45 торговых судов тоннажем 227 842 брт, потерянных в результате действий противника и 5 судов тоннажем 13 089 брт, погибших из-за навигационных аварий и происшествий в море. Сравнительно небольшой уровень потерь торговых судов сохранялся примерно до апреля 1940 года, то есть до начала операции «Везерюбунг». В ходу указанной операции военный и торговый флот Германии понесли первые существенные потери. Только за апрель — май были потоплены 48 германских торговых судов общим тоннажем 245 000 брт, а всего за 1940 год убыль составила 88 судов на 400 000 брт.

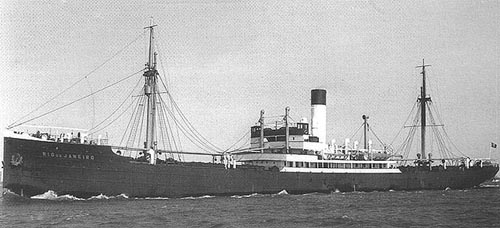
Германский пароход MS Rio de Janeiro, потоплен 8 апреля 1940 польской подлодкой ORP Orzeł

Подобные потери в тоннаже грозили серьёзными проблемами судоходству Третьего рейха, особенно с учётом того, что после успешных военных кампаний 1940 года коммуникации немцев увеличились примерно на 5000 километров, включив в себя почти всё побережье Западной Европы. Одновременно с этим, стали возникать проблемы организационного характера, выражавшиеся в конфликте между министерством транспорта и отделом морских перевозок Кригсмарине. С началом войны военные моряки изъяли для своих нужд миллион брутто-тонн тоннажа, или почти 20 % торговых судов. Затем министерство транспорта было обязано передать часть своих судов для «Организации Тодта», производившей строительные работы по возведению военных и фортификационных объектов в оккупированной Норвегии.
Ситуация изменилась в мае 1942 года с назначением на должность рейхскомиссара по морским перевозкам обергруппенфюрера СС Карла Кауфмана, сумевшего добиться возврата министерству транспорта 150 000 брт тоннажа.
Вместе с тем, меры по перераспределению тоннажа уже не могли повлиять на обострявшуюся ситуацию с потерями торговых судов и возрастанием нагрузки по обеспечению фронтов и театров боевых действий. Изъятие торговых судов нейтральных и вражеских стран частично компенсировало потери, но панацеей не являлось. Единственным выходом стало строительство новых судов. Для этого в 1942 году был создан судостроительный трест «Шиффарт Тройханд» (нем. Der Schiffahrt Treuhand GmbH), включавший в себя три германские судоходные компании. Судостроительная программа получила название «Ганза» (нем. Hansa).

## Планы
Согласно программе «Ганза», планировалось строительство трёх типов грузовых кораблей Грузовые суда классифицировались по валовому дедвейту:
- 9000 тонн (вместимость 5300 брт)
- 5000 тонн (2818 брт)
- 3000 тонн (1923 брт)

Кроме того, планировалось строительство двух типов буксиров, которые, в отличие от грузовых судов, классифицировались по мощности силовой установки:
- 1000 л. с.
- 600 л. с.

Количество планируемых к постройке судов по типам распределялось следующим образом:
- 128 судов 3000-тонного типа (из них 2 для Дании);
- 49 судов 5000-тонного типа (из них 16 для Дании);
- 20 судов 9000-тонного типа;
- 6 буксиров мощностью 1000 л. с.;
- 6 буксиров мощностью 600 л. с.

По изначальному плану, предполагалось разместить значительную часть заказов на датских верфях, а затем рассчитаться с датчанами частью построенных ими же судов. По аналогичной схеме три 3000-тонника предстояло передать нидерландской, а ещё два — румынской судоходным компаниям.

## Типы кораблей

### Ганза тип А

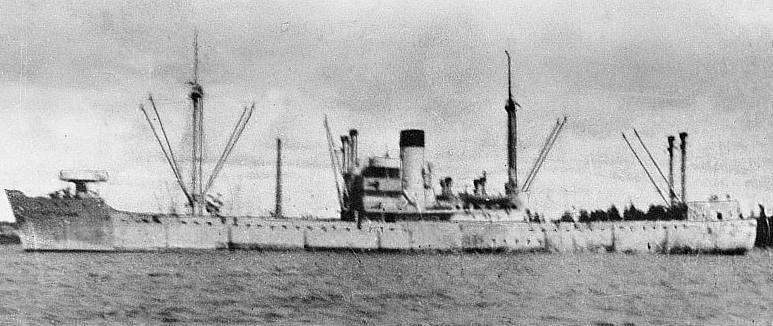
Пароход типа Hansa — А

Самые многочисленные из кораблей данной серии. Проектировались на основе довоенных сухогрузов «Касабланка» и «Ольденбург», построенных на гамбургской верфи «Дойче Верфт» (Deutsche Werft) в 1936 году. Отличались от предшественников несколько большей грузоподъёмность.
Суда типа «А» имели три грузовых трюма: два в носовой части и один — в кормовой.
В движение суда типа А приводились паровой машиной двойного расширения LES 9 системы Ленца, мощностью 1200 л. с., с двумя водотрубными трёхтопочными котлами «Капус», работающими на угле, с температурой пара 310 °C, благодаря которой судно могло развивать скорость в 10 узлов.
Экипаж состоял из 26 человек: капитан, пять помощников капитана, три механика, восемь матросов палубной команды, шесть машинистов, три человека обслуживающего персонала. Каюты экипажа располагались в кормовой части. На судне предусматривалось штатное размещение военной команды в составе 18 зенитчиков и их командира.
Первый корабль данного типа — Hansa I — был заложен на верфи в Финкенвердере 15 декабря 1942 года и спущен на воду 30 апреля 1943 года, ещё семь недель потребовалось на дооснащение. Строительство кораблей данного типа также осуществлялось на верфях в Любеке, Ростоке, Штеттине и на иностранных верфях.
Опыт эксплуатации выявил ряд недостатков в конструкции первых кораблей типа А — неудобство погрузки леса и пиломатериалов, отказы сложного гидравлического привода руля и его электроусилителя, плохая тяга котлов и т. д. Проект подвергся корректировке. До капитуляции Германии, из запланированных по скорректированной программе 113 судов, от германских и иностранных верфей было получено лишь 52 судна, из них до конца войны дожило 34.
Характеристики грузовых кораблей типа А:
- наибольшая длина — 91,83 м;
- длина по конструктивной ватерлинии — 85,29 м;
- высота борта до верхней палубы — 5,70 м;
- ширина по мидель-шпангоуту — 13,50 м;
- высота борта по шельтер-деку — 8,20 м;
- осадка — 5,61 м.

### Ганза тип B

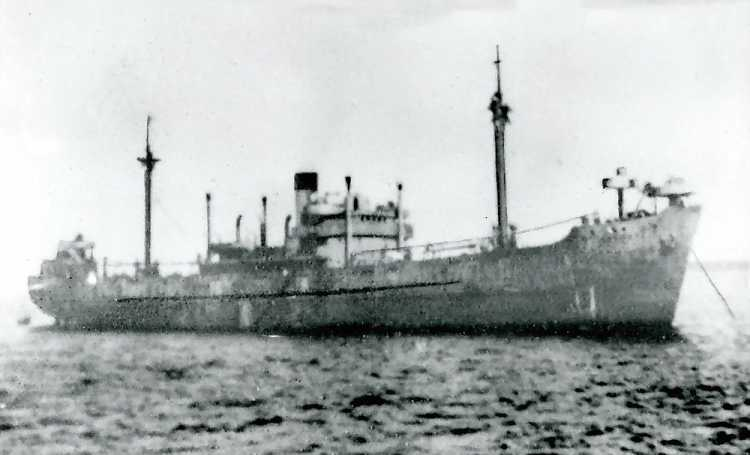
Пароход типа Hansa — В

Проект разработан бременской фирмой «Бремер Вулкан» (нем. Bremer Vulkan AG). Внешне напоминает увеличенный в размерах тип А.
Корпус судна разделялся переборками на шесть водонепроницаемых отсеков. Грузовых люков было четыре — два в носовой и два в кормовой части судна. Для грузоподъёмных работ судно было оснащено: 65-тонным деррик-краном, тремя 5-тонными грузовыми стрелами или двумя 5-тонными и одной 10-тонной на фок-мачте. На грот-мачте были смонтированы 30-тонный деррик-кран и три 5-тонные грузовые стрелы.
Корабль оснащался паровая машиной типа LES 9 с тремя водотрубными котлами «Капус», взаимодействовавшей с паровой турбиной низкого давления системы Бауэра и при мощности 1800 л. с. Скорость судна составляла 11 узлов.
Экипаж судна составлял 33 человека, не считая 18 военнослужащих.
Программа строительства кораблей типа В оказалась сорвана — из серии в 49 кораблей немцы успели получить до конца войны только 5 судов.
Характеристики грузовых кораблей типа А:
- наибольшая длина — 109,50 м;
- длина по конструктивной ватерлинии — 101,50 м;
- высота борта до верхней палубы — 5,70 м;
- ширина по мидель-шпангоуту — 15,50 м;
- высота борта по верхней палубе — 6,80 м;
- высота борта по шельтер-деку — 9,25 м;
- осадка — 6,33 м.

### Ганза тип С

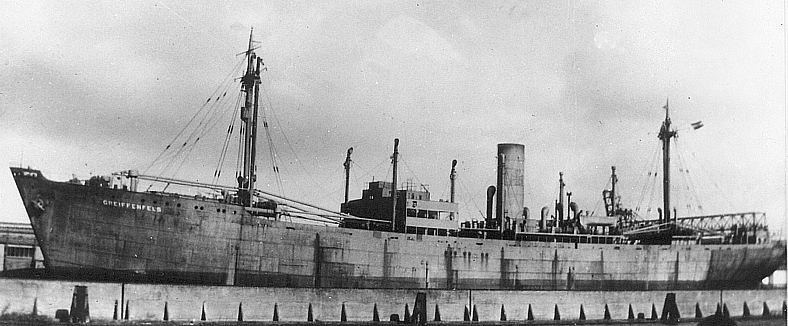
Пароход типа Hansa — С

Сухогрузы типа Hansa — C вполне логично должны были представлять собой увеличенный Тип B с идентичной двигательной установкой. Разработкой и строительством кораблей данного типа занималась фирмы «Шихау» (нем. Schichau Werke) в Данциге.
Корпус делился шестью сплошными сварными переборками на семь водонепроницаемых отсеков, трюмов было также четыре — два в кормовой части и два в носовой. Силовая установка мощностью 3000 л. с. состояла из паровой машины LES 11 (три водотрубных котла Вагнера) и паровой турбины Бауэра, что обеспечивало судну проектную скорость 12 узлов. Команда судов типа С составляла 66 человек (включая военных).
Из 20 запланированных кораблей типа С немцы получили лишь один — сухогруз «Николайфлет» (нем. Nikolaifleet), вступивший в строй 15 июня 1944 года и потопленный 9 января 1945 у берегов Норвегии с грузом руды.
В связи с бомбёжками германских портовых городов, заказы на строительство сухогрузов типа С были размещены на иностранных верфях: два корабля строилось в Дании, ещё четыре — в Швеции. Однако Швеция затянула сроки строительства, а затем вовсе отказала Германии в экспортных лицензиях на эти суда. Немцам пришлось перевозить 10 000 тонн заготовленных материалов обратно в Штеттин, где они и достались наступающей Красной армии. Датчане же затянули строительство до капитуляции Германии, а в 1947—1948 гг. достроили корабли уже для себя.
Размеры кораблей типа С:
- наибольшая длина — 133,90 м;
- длина по конструктивной ватерлинии — 126,53 м;
- ширина по мидель-шпангоуту — 17,37 м;
- высота борта по верхней палубе — 8,60 м;
- высота борта по шельтер-деку — 11,20 м;
- осадка — 7,63 м.

## Итоги
Программа «Ганза» закончилась практически полным провалом. Причинами были дефицит ресурсов, потеря времени, бомбардировки союзников и неразбериха в управлении. Значительную негативную роль сыграло и отсутствие централизованного органа, контролировавшего бы выполнение программы. Сохранение же определённой свободы в деятельности судовладельцев привело только к пустой трате и без того дефицитных ресурсов и производственных мощностей.

## Послевоенная судьба
После окончания войны корабли типа «Ганза» достались странам антигитлеровской коалиции.
Строившиеся на территории Бельгии, Нидерландов, Дании и Норвегии сухогрузы после окончания войны достались этим странам, которые достраивали эти корабли уже для своего торгового флота. В итоге, голландцы стали обладателями шести, бельгийцы — четырёх, норвежцы — четырёх и датчане — двух кораблей типа А; на скандинавских верфях к концу войны находилось 29 корпусов судов типа В в разной степени готовности, впоследствии достроенные и применявшиеся данными странами; наконец, два недостроенных судна типа С досталось Дании.

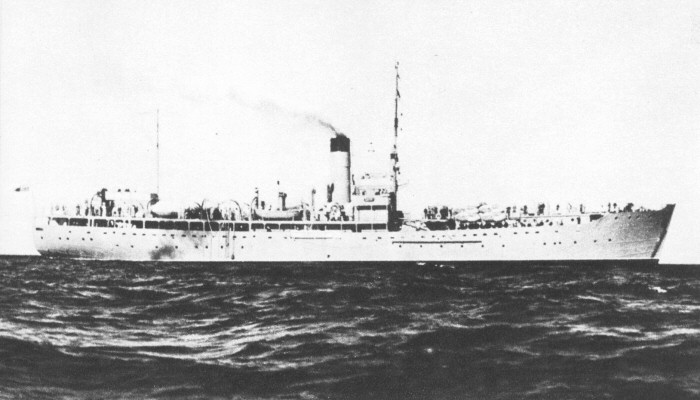
Польское учебное судно ORP Gryf, бывший пароход Irene Oldendorff, тип Hansa - A

Значительное количество кораблей типа Hansa — A перешло к Великобритании, причём при переименовании эти корабли получали впереди нового название слово «Empire». Так, пароход Kattenturm был переименован в Empire Eden, Michael Ferdinand стал Empire Farrar и т. д. Часть кораблей была впоследствии передана британцами Советскому Союзу или продана в другие страны.
Советский Союз стал обладателем 15 кораблей типа Hansa — A. Один из этих кораблей — Irene Oldendorff (в СССР — «Омск») -, после службы в Латвийском морском пароходстве, был передан в 1947 году Польше, а через три года он был включён в состав польских ВМС как учебное и госпитальное судное ORP Zetempowiec, переименованное в 1957 в Gryf в честь погибшего 3 сентября 1939 года минного заградителя.